# Grande place de Hradec Králové
Velké náměstí (Grande Place) est la place principale du centre historique de la ville de Hradec Králové en Tchéquie. De forme triangulaire, elle est dominée par l'église du Saint-Esprit avec la Tour Blanche et la chapelle Saint-Clément, en son centre se dresse la colonne mariale de la peste. Des années 1950 à 1990, on l'appelait Žižkovo náměstí.

## Histoire

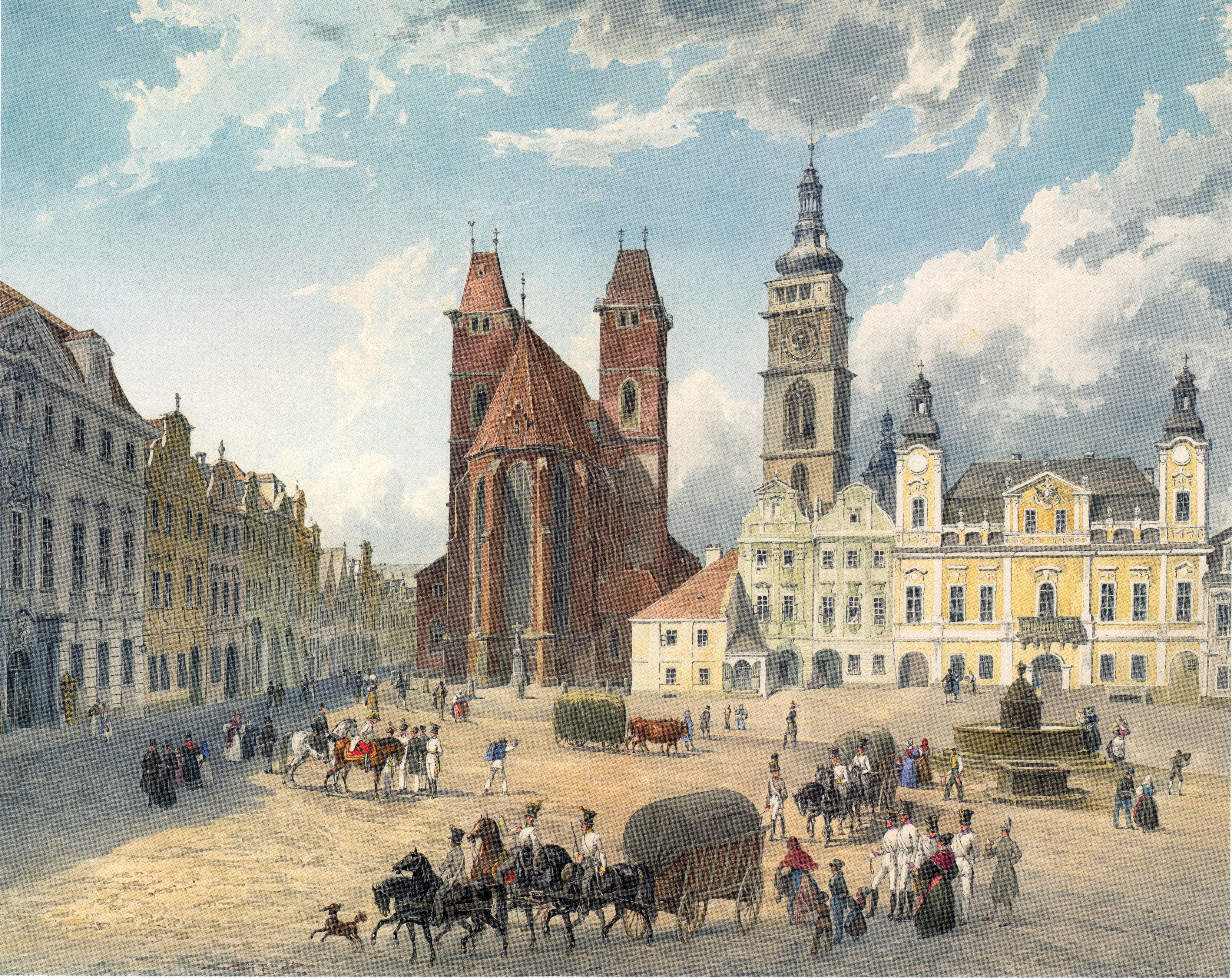
Aquarelle d'Eduarda Gurka, 1836

Les chercheurs du XIXe et de la première moitié du XXe siècle ont supposé qu'auparavant, un marché triangulaire ayant la forme de l'actuel Velké náměstí était situé à l'intérieur de cette colline.
La plus ancienne mention écrite de l'apparition de la Grande Place datant de 1418 parle de la place du marché, de la mairie et du pilori. Le château royal se trouvait au nord de la place jusqu'en 1423. Le plan de Pierker de 1756 montre un puits municipal (et non une fontaine) sur la Grande Place, ainsi qu'un cimetière fortifié autour de l'église du Saint-Esprit. Deux gravures de J. Venuta et I. Otto de la fin du XVIIIe siècle représentent ensuite le pavage en pierre de la zone et les bâtiments existants à l'est de l'église du Saint-Esprit. L'aquarelle d'Eduarda Gurka de 1836 montre un pavage en basalte, le dessin de Morstadt de 1858 montre un pavage de basalte avec des bandes de pavés en grès à la place des chaussées.

## Aménagements récents
En 2010, un concours d'architecture a été annoncé pour la revitalisation de la Grande Place : l'objectif du projet est avant tout de rendre l'espace public aux piétons et aux cyclistes et d'en limiter la circulation automobile (il y a 250 places de stationnement sur la place). Une alternative aux places de stationnement existantes pourrait être la construction d'un parking souterrain sous la place, pour la mise en œuvre de laquelle la ville de Hradec Králové a commandé une étude. La reconstruction de la place devrait débuter en 2021 et se fera en plusieurs étapes.

## Anecdote

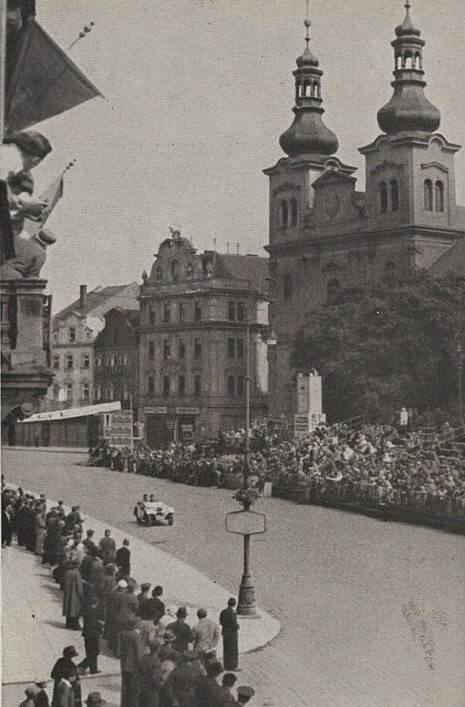
Courses automobiles sur la Grande Place en 1933

Le 6 juillet 1933, une course automobile, appelée Premier circuit urbain, a eu lieu à Hradec Králové. Les tribunes de départ, d'arrivée et principales étaient situées directement sur la Grande Place.

## Galerie

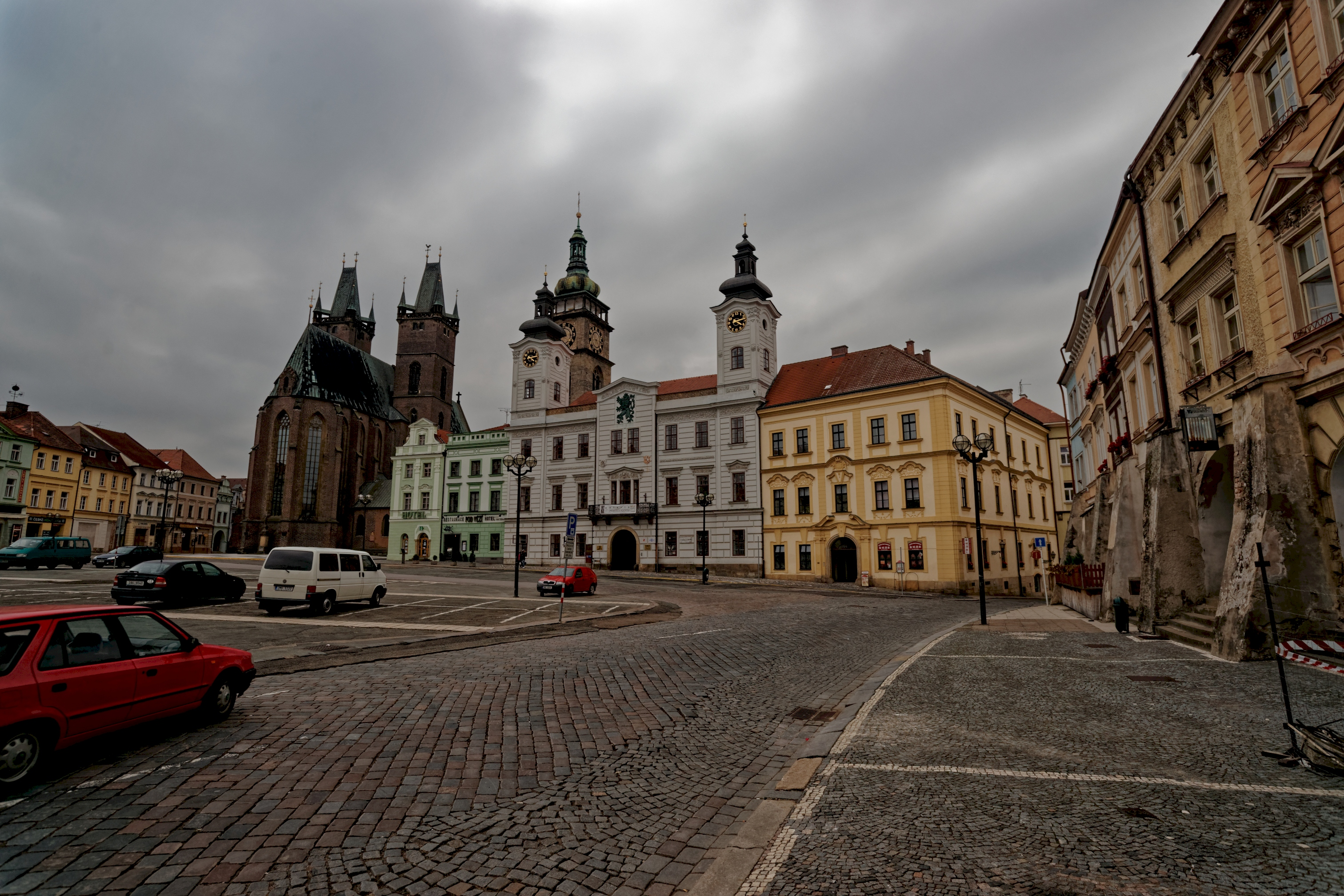
Le côté ouest des maisons avec l’église du Saint-Esprit et l’hôtel de ville
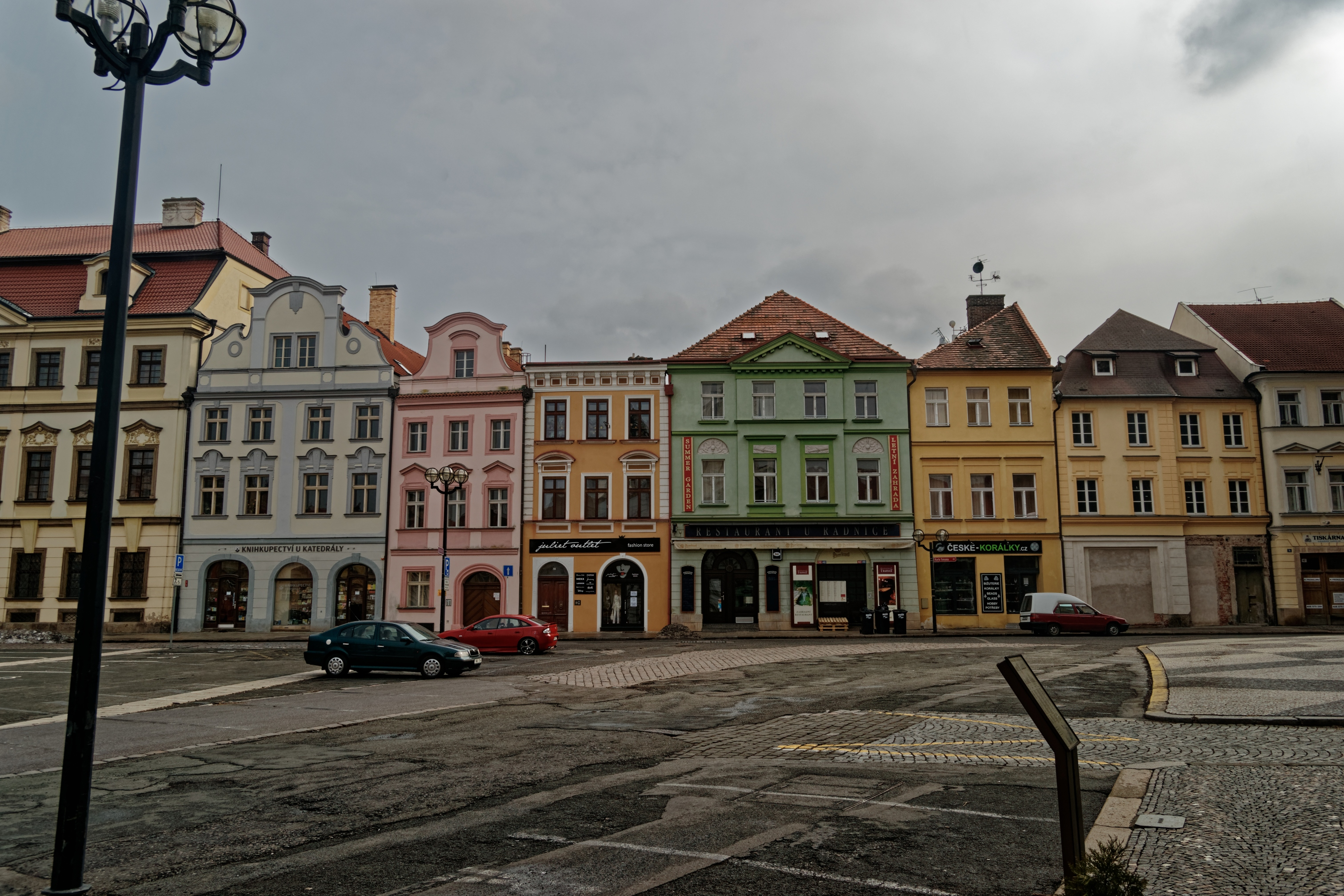
Côté sud des maisons
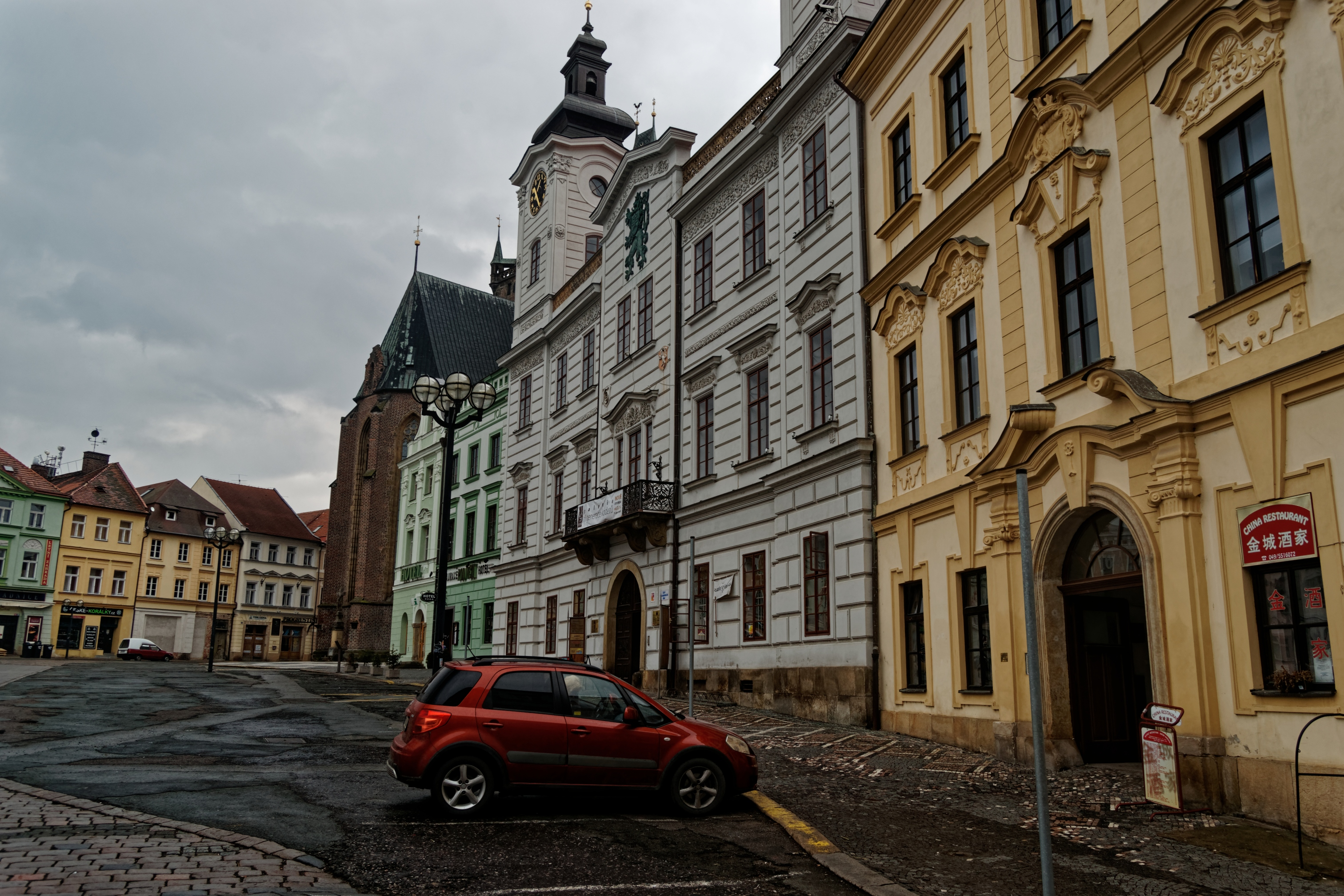
Hôtel de ville
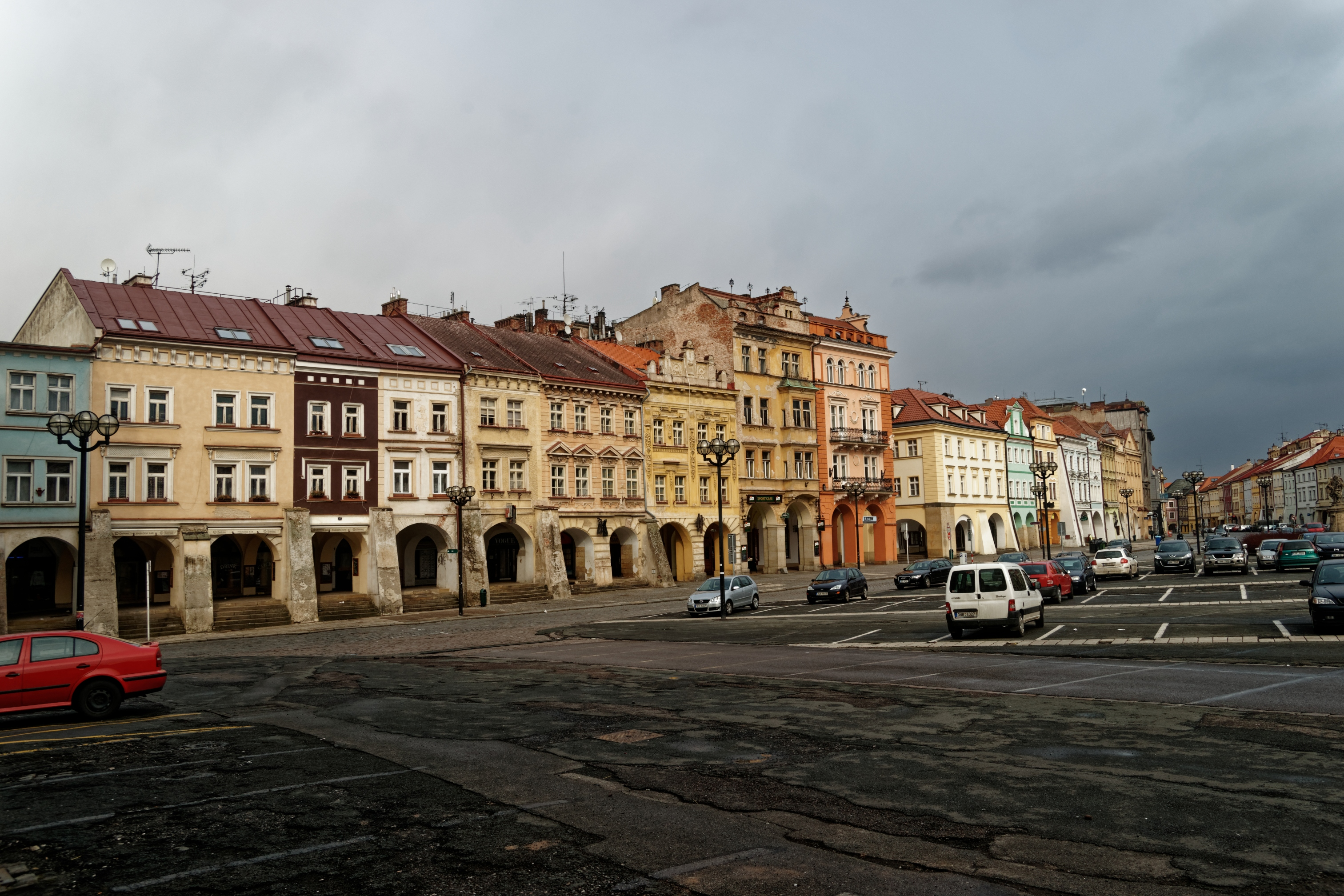
Côté nord des maisons
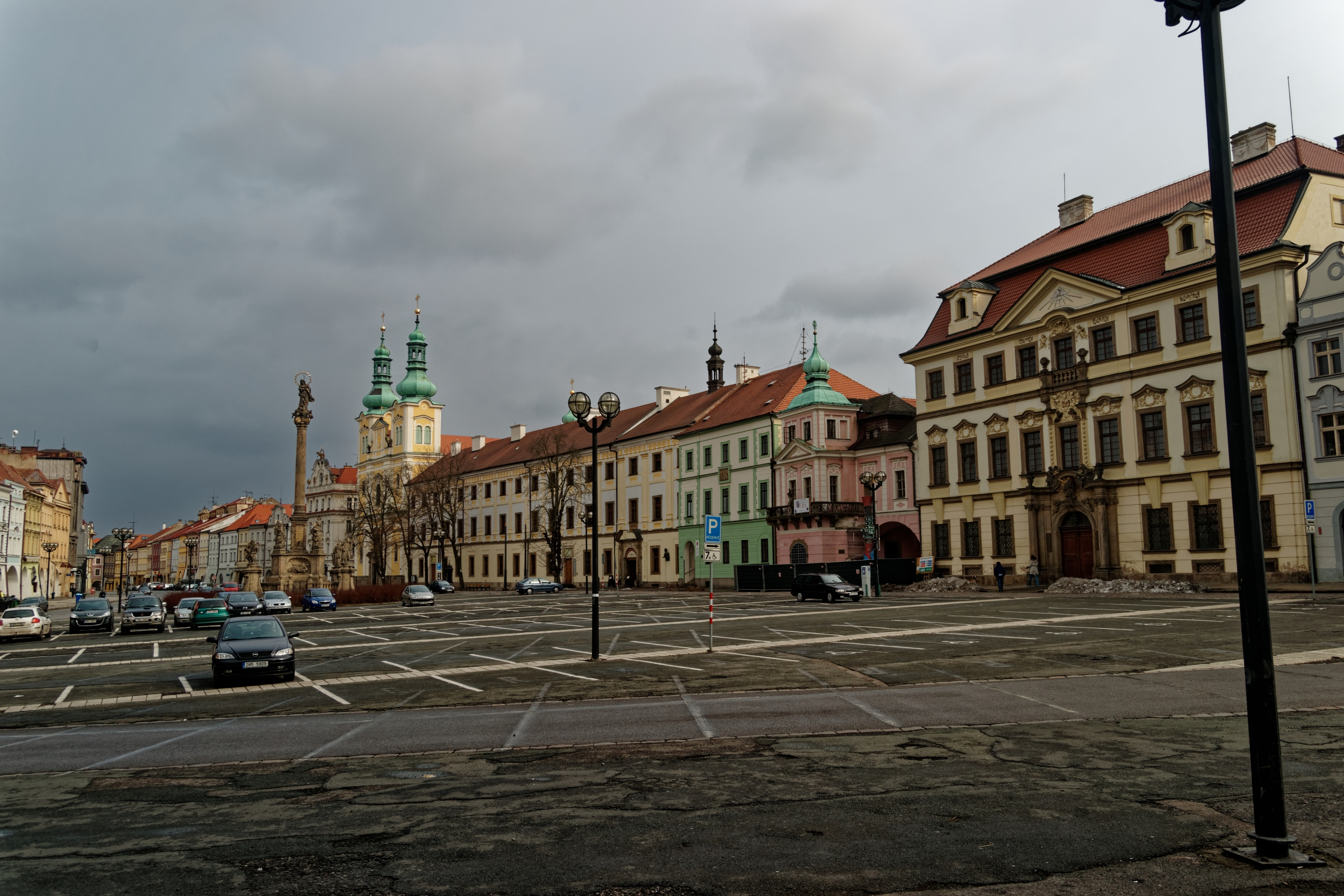
Côté sud, Maison de l'évêque à droite
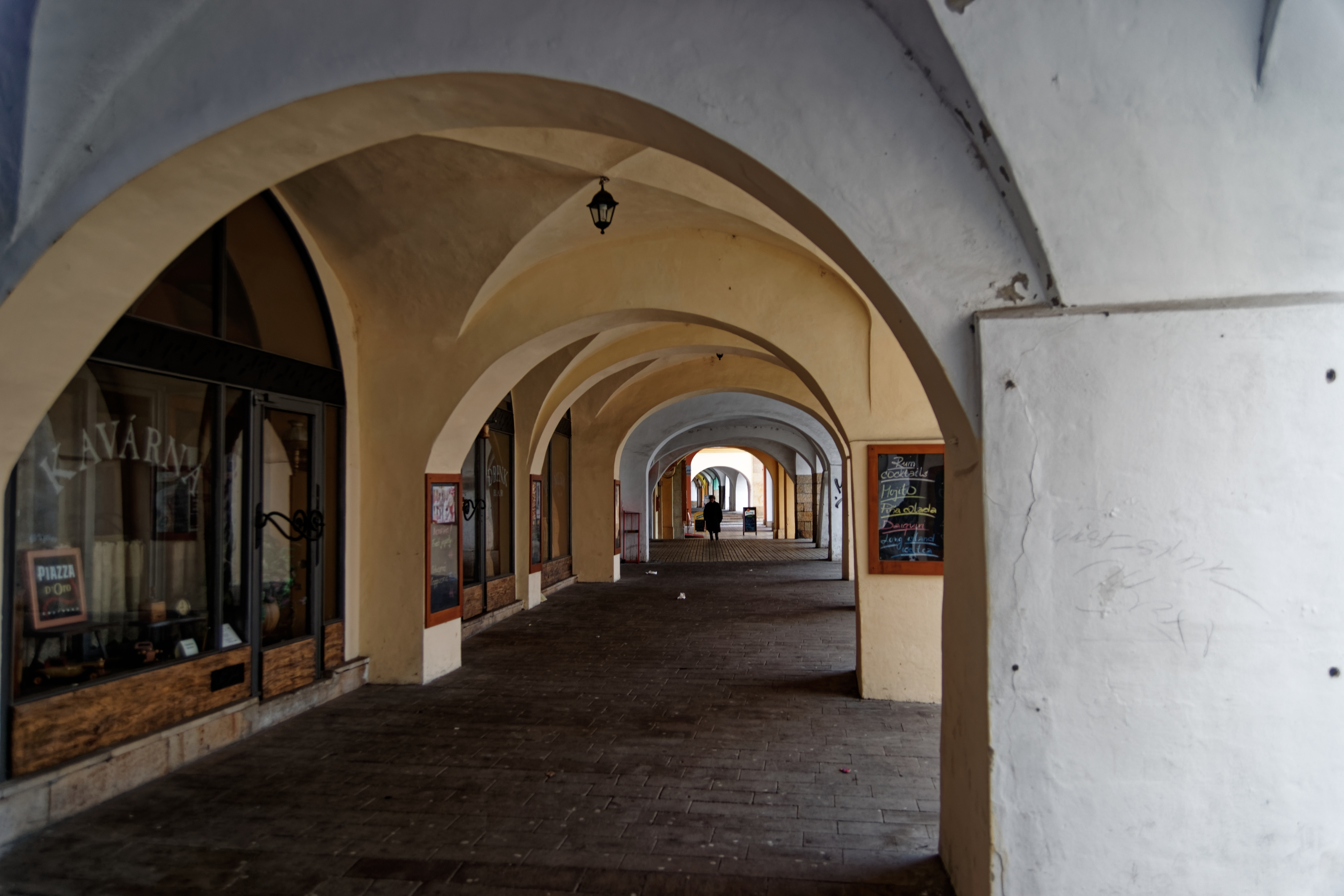
Arcades sous la place